# Canela, Chile
Canela este o comună din provincia Choapa, regiunea Coquimbo, Chile, cu o populație de 9.182 locuitori (2012) și o suprafață de 2196,6 km2.